# Lepidanthrax ellipus
Lepidanthrax ellipus är en tvåvingeart som beskrevs av Hall 1976. Lepidanthrax ellipus ingår i släktet Lepidanthrax och familjen svävflugor. Inga underarter finns listade i Catalogue of Life.